# Departement Drenthe
Het departement Drenthe was een Nederlands departement. Het bestond van 1807 tot 1810. De hoofdstad was Coevorden.
Na de oprichting van het koninkrijk Holland in 1806 werd bij wet van 13 april 1807 de departementale indeling van het rijk vastgesteld. Het departement Overijssel van het Bataafs Gemenebest werd gesplitst in twee delen: het zuidelijke deel bleef departement Overijssel heten; het noordoostelijke deel vormde het nieuwe departement Drenthe en besloeg het grondgebied van de huidige Nederlandse provincie Drenthe.
Landdrost van Drenthe waren:
Petrus Hofstede (8 mei 1807 – 1 januari 1810)
Jan Adriaan van Zuylen van Nijevelt (1 januari 1810 – 28 december 1810)
Na de annexatie van het koninkrijk Holland op 9 juli 1810 werd het departement op 1 januari 1811 met het departement Groningen verenigd tot het Franse departement Westereems (Franse naam: Ems-Occidental).
Amstelland · Brabant · Drenthe · Gelderland · Groningen · Friesland · Maasland · Oost-Friesland · Overijssel · Utrecht · Zeeland